# Löcherbienen
Die Löcherbienen (Heriades) sind eine Gattung aus der Familie der Megachilidae, also Bauchsammler.
Die Gattung ist mit den Mauerbienen nahe verwandt und wird von einigen Autoren auch als Untergattung zu Osmia gestellt. Weltweit ist die Gattung sehr weit verbreitet, in der Palaearktis, Nearktis, Afrotropis und Orientalische Region. Weltweit umfasst die Gattung 137 Arten (in drei Untergattungen), davon 22 Arten in der Palaearktis. Nur drei Arten kommen in Deutschland, Österreich und der Schweiz vor. Eine Art, H. rubicola, wurde erst 2017 in Berlin und Sachsen-Anhalt neu für Deutschland gefunden.

## Merkmale
Die einheimischen Löcherbienen sind ca. 6 bis 8 mm lang, sie sind schwarz mit grauer, lockerer Behaarung; H. rubicola ist nur 5–6 mm groß, in Südafrika gibt es Heriades-Arten mit über 10 mm Länge. Löcherbienen sind ähnlich wie kleine Mauerbienen (Osmia). Man kann sie teilweise auch am typischen Verhalten erkennen: sie suchen eifrig an Baumstämmen, Pfosten und Balken nach geeigneten Löchern, die sie als Nestanlage nutzen können (daher auch der deutsche Name).

## Verhalten
Löcherbienen nisten solitär, so weit bekannt, in bereits existierenden Gängen in totem Holz oder z. B. in Schilfhalmen.  Die einheimischen Löcherbienen sind vor allem im Juli und August zu beobachten, teils bis Ende September. Ein Weibchen legt im Durchschnitt ca. 8 (2 bis 16) Eier. Auch alte Nester werden wieder benutzt, nachdem sie gereinigt wurden. Die Zwischenräume der einzelnen Zellen in den Nestern und der Zellverschluss werden aus Harz erstellt. Bei der nearktischen Art Heriades variolosus werden die Trennwände teilweise aus Lehm, teilweise aus Harz gebaut. Die Weibchen sammeln den Pollen für die Brut mit der Bauchbürste. Die einheimischen Arten und viele weitere sind oft oligolektisch (sie sammeln bevorzugt Pollen von Asteraceen).

## Systematik
Die Gattung Protosmia gehört in der Unterfamilie Megachininae zur Tribus Osmiini mit über 1000 Arten und derzeit 15 Gattungen. Heriades ist insbesondere nahe verwandt mit Protosmia. Von einigen Autoren wurden Heriades auch als Untergattung von Osmia betrachtet.
Die Gattung Heriades wird in acht Untergattungen eingeteilt, von denen Heriades s. str. die meisten Arten hat (46 Arten), relativ artenreich sind auch Amboheriades (11 Arten), Michenerella (32 Arten) und Neotrypetes (13 Arten).

## Einheimische Arten
- Gekerbte Löcherbiene Heriades crenulatus, vereinzelt auch im Siedlungsbereich, meist an Waldrändern und in Streuobstwiesen.[1]
- Heriades rubicola (erst 2017 in Deutschland nachgewiesen[4]), nistet in dürren Brombeerstängeln, aber auch in Käferfraßgängen, Schilfhalmen und Schilfgallen.[1]
- Gemeine Löcherbiene, Heriades truncorum, in Mitteleuropa die häufigste Löcherbiene, weit verbreitet, in den Alpen bis 1800 m.[1]

Als Kuckucksbiene ist die Düsterbiene Stelis breviuscula bekannt, die Keulenwespe Sapygina decemguttata ist Futterparasit.